# FK Leningradets
Maillots
Le Futbolny klub Leningradets (en russe : Футбольный клуб «Ленинградец»), plus couramment abrégé en FK Leningradets, est un club russe de football fondé en 2018 et basé dans la ville de Saint-Pétersbourg.
Il représente l'oblast de Léningrad.
Il évolue en deuxième division russe depuis la saison 2023-2024.

## Histoire
Créé dans la foulée de la disparition du FK Tosno au mois de juin 2018, le FK Leningradets est né de la volonté du gouverneur de l'oblast de Léningrad, Aleksandr Drozdenko, d'avoir un club représentant la région au niveau professionnel. Selon ce principe, une grande partie de l'effectif est recruté au sein des équipes locales de jeunes footballeurs, dont notamment celui du Zénith Saint-Pétersbourg tandis que des écoles de football dédiées sont ouvertes au sein de la région. L'équipe est alors placée sous la direction du duo Guennadi Bondarouk (en)-Boris Rappoport (en). La propriété du club est quant à elle répartie entre dix actionnaires possédant chacun 10% de ses parts, incluant notamment le gouvernement de l'oblast de Léningrad et le groupe LSR (en).
Après avoir obtenu sa licence professionnelle pour prendre part au championnat de troisième division pour la saison 2018-2019, le Leningradets dans la foulée son intention de monter deuxième division en fin d'exercice. Il échoue cependant à cet objectif en terminant cinquième de la zone Ouest, à dix-huit points d'une éventuelle montée.
Le club connaît un classement similaire la saison suivante, qui a cependant été arrêtée de manière anticipée en raison de la pandémie de Covid-19 en Russie, le club décide de changer d'entraîneur en nommant à sa tête Denis Bouchouïev.

## Bilan sportif

### Palmarès
- Championnat de Russie de troisième division
  - Vainqueur de groupe : 2023.

### Bilan par saison
| Saison    | Championnat | Championnat | Championnat | Championnat | Championnat | Championnat | Championnat | Championnat | Championnat | Championnat | Coupe de Russie  |
| Saison    | Division    | Pos         | Pts         | J           | V           | N           | D           | BP          | BC          | Diff        | Coupe de Russie  |
| --------- | ----------- | ----------- | ----------- | ----------- | ----------- | ----------- | ----------- | ----------- | ----------- | ----------- | ---------------- |
| 2018-2019 | 3e Ouest    | 5e          | 37          | 24          | 11          | 4           | 9           | 32          | 28          | +4          | 128es de finale  |
| 2019-2020 | 3e Ouest    | 5e          | 28          | 17          | 7           | 7           | 3           | 27          | 20          | +7          | 32es de finale   |
| 2020-2021 | 3e Groupe 2 | 5e          | 54          | 30          | 16          | 6           | 8           | 51          | 29          | +22         | Phase de groupes |
| 2021-2022 | 3e Groupe 2 | 3e          | 38          | 22          | 12          | 2           | 8           | 36          | 20          | +16         | Phase de groupes |
| 2022-2023 | 3e Groupe 2 | 1er         | 50          | 22          | 15          | 5           | 2           | 41          | 12          | +29         | 64es de finale   |
| 2023-2024 | 2e          | en cours    | en cours    | en cours    | en cours    | en cours    | en cours    | en cours    | en cours    | en cours    | 32es de finale   |

Légende
- Promotion en division supérieure
- Relégation en division inférieure

## Personnalités du club

### Présidents du club
- Igor Levit

### Entraîneurs du club
La liste suivante présente les différents entraîneurs du club.
- Guennadi Bondarouk (en) (juillet 2018-mai 2020)
- Denis Bouchouïev (mai 2020-avril 2021)
- Guennadi Bondarouk (en) (depuis avril 2021)

## Historique du logo

2018-2021
depuis 2021